# От имени всех своих
«От имени всех своих» (фр. Au Nom De Tous Les Miens, англ. For Those I Loved) — кинофильм-драма. Фильм основан на реальных событиях.

## Сюжет
В 1939 году нацисты захватили Польшу. Все евреи Варшавы были согнаны в гетто. 14-летний Мартин Грей вместе с матерью и двумя братьями отправлен в лагерь смерти Треблинка. Мартину удаётся бежать из лагеря и он принимает участие в сопротивлении нацистам и восстании в Варшавском гетто.
После освобождения Польши  воевал в рядах Красной Армии.
Мартин выжил, создал семью во Франции, но его несчастья не закончились — жена и четверо детей погибли в пожаре в 1970 году. После этого он вновь женился, в новом браке родилось 3 детей.

## Награды
В 1984 году фильм был номинирован на премию Сезар за лучший сценарий. На ту же премию в номинации «наиболее многообещающий актёр» был представлен Жак Пено в роли Мартина Грея в молодости.

## В ролях
- Мартин Грей — Майкл Йорк
- Дина Грей — Брижит Фоссе
- Мартин Грей в молодости — Жак Пено[фр.]